# علوم شناختی

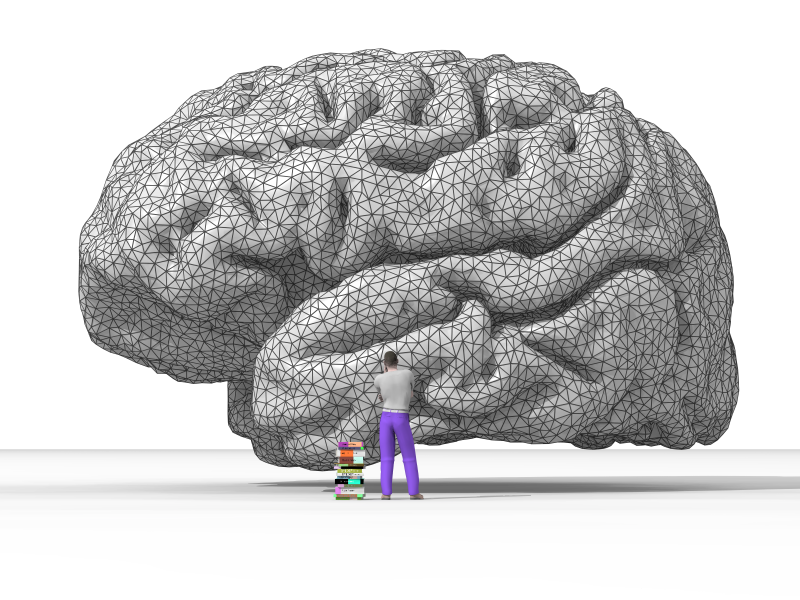
به تصویر کشیدن مغز انسان

علوم شناختی اصطلاحی برای «علوم ذهن‌شناسی» (علم‌های شناخت ذهن) است که توسط اولریک نیسر انتخاب شده و به‌طور ساده به صورت «پژوهش علمی دربارهٔ ذهن و مغز» تعریف می‌شود و امروزه علوم شناختی یکی از شاخه‌های علوم تجربی (Experimental science) محسوب می‌گردد. این رشته دانشگاهی شاخه‌ای میان‌رشته‌ای است که از ادغام و هم افزایی رشته‌های مختلفی مانند روان‌شناسی، فلسفه ذهن، عصب‌شناسی، زبان‌شناسی، انسان‌شناسی، علوم رایانه و هوش مصنوعی تشکیل شده‌است. این علم به بررسی ماهیت فعالیت‌های ذهنی مانند تفکر، طبقه‌بندی و فرایندهایی که انجام این فعالیت‌ها را ممکن می‌کند می‌پردازد. به صورت مشخص‌تر از جمله اهداف اصلی این رشته پژوهش در زمینه ادراک و بازشناسی، توجه، حافظه و یادگیری، زبان، استدلال و تفکر، قضاوت، برنامه‌ریزی، تصمیم‌گیری و … است.
در واقع علوم شناختی به بررسی این مطلب می‌پردازد که ذهن چگونه از خود و جهان و جامعه شناخت پیدا می‌کند. عوامل اثرگذار بر شناخت ذهن چه عواملی هستند. که عوامل را به‌طور کلی به دو بخش درونی و بیرونی می‌توان تقسیم کرد. عوامل درونی نیز دو قسمت کلی است عوامل فیزیکی بدن و عوامل روانی و ذهنی فرد و از طرف دیگر عوامل بیرونی از قبیل فرهنگ جامعه، اخلاق جامعه، اقتصاد جامعه و …. همه این عوامل در شیوه شناخت ذهن از واقعیت‌ها اثرگذار است.
محققین این رشته در ابتدا سعی داشتند که تفکر انسان را به اجزاء کوچکتری تقسیم کرده، و قوانین مشخصی برای کنار هم قرار گرفتن این اجزا بیابند. به عقیده آن‌ها تفکرات مختلف ناشی از آرایش‌های مختلف این واحدهای کوچک‌تر فکری بود. بعدها نظریاتی جایگزین مطرح شد که بر اساس آن‌ها، منشأ ادراکات مختلف، کم یا زیاد شدن شدت اتصالات خاصی در مغز شناخته می‌شود.

## زیر شاخه‌های اصلی علوم شناختی[۴]

### مدلسازی شناختی
دانشی با تمرکز بر ساخت مدلهایی که بتواند عملکردهای شناختی و رفتار مغز انسان را توصیف کند. انواع مدل‌های شناختی بسیار گسترده‌اند. از جمله مدلسازی‌های ریاضی، رایانه‌ای، مفهومی و …
این شاخه از علوم شناختی را می‌توان فنی‌ترین شاخه این علم دانست.

### روان‌شناسی شناختی
روان‌شناسی شناختی به بررسی فرایندهای درونی ذهن از قبیل حل مسئله، حافظه، ادراک، شناخت، زبان و تصمیم‌گیری -کارکردهای اجرایی - می‌پردازد. موضوعاتی از این قبیل که انسان چگونه و با چه ساختاری به درک، تشخیص و حل مسئله می‌پردازد و این که ذهن چگونه اطلاعات دریافتی از حواس (مانند بینایی یا شنوایی) را درک می‌کند یا اینکه حافظه انسان چگونه عمل می‌کند و چه ساختاری دارد از عمده مسائل قابل توجه دانشمندان این رشته‌است. این موضوع‌ها با استفاده از روش تحقیق علمی و بررسی موارد قابل مشاهده دنبال می‌شود و از این طریق فرایندها و پدیده‌های ذهنی مانند باور، خواست و انگیزش مورد مطالعه قرار می‌گیرد.

### علوم‌اعصاب شناختی
این حوزه به بررسی مغز و فعالیت‌های آن می‌پردازد. در حالی‌که روان‌شناسی شناختی در ابتدای شکل‌گیری آن، وقایع ذهنی را مستقل از فعالیت مغزی بررسی می‌کرد، رویکرد علوم‌اعصاب شناختی همان موضوعات را با درنظر گرفتن مغز، بررسی می‌کند و به نوعی برای نظریه‌های روان‌شناسی شناختی، شواهدی از مغز را ارایه می‌کند. این رشته بر این پایه استوار است که فعالیت‌های ذهنی برخاسته از فعالیت‌های مغزی بوده و به این ترتیب توضیح فرایندهای شناختی مستلزم گردآوری اطلاعات دربارهٔ مغز است. خرده سیستم‌هایی در مغز هریک مسئول انجام یک فعالیت ذهنی به‌خصوص، مثل خواندن یک کلمه یا جمله، بازشناسی بصری اشیاء یا انسان‌ها، یا حل مسائل ریاضی هستند. این خرده سیستم‌های پردازشگر براساس الگوهای فعالیت مغزی و اطلاعات ساختاری مغز تبیین می‌شوند. دانشمندان این رشته از روش‌های متنوعی برای مطالعه مغز استفاده می‌کنند: بررسی تأثیر داروها و مواد شیمیایی روی مغز (نوروفارماکولوژی)، ثبت امواج الکتریکی مغزی، ثبت تحریک سلولی، تحریک مستقیم مغز حین عمل جراحی، مداخله غیر مستقیم در عملکرد مغز و تصویربرداری با استفاده از ابزارهای پیشرفته. این رشته که در دهه ۱۹۹۰ به پیشرفت‌های قابل توجهی دست یافت همچنان به رشد خود ادامه می‌دهد و علاوه بر بررسی مسائل کلی شناختی مانند حافظه، توجه، هشیاری، یادگیری و غیره، دارای زیرشاخه‌های متعددی شده‌است.

### زبان‌شناسی شناختی
در زبان‌شناسی شناختی زبان همچون یک جزء اساسی شناخت انسان با کارکردی شناساننده تلقی می‌شود. از این منظر زبان هم محصول تفکر است و هم ابزار تفکر. زبان‌شناسی شناختی از ساختار ظاهری زبان فراتر رفته و به بررسی عملیات بنیادی بسیار پیچیده‌تری می‌پردازد که موجد دستور زبان، مفهوم سازی، سخن گفتن و تفکر است. رویکرد نظری این حوزه بر پایه مشاهدات تجربی و آزمایشهای علمی روان‌شناسی و علوم‌اعصاب استوار است و هدف آن فهم چگونگی بازنمایی اطلاعات زبانی در ذهن، چگونگی یادگیری زبان، چگونگی درک و استفاده از آن و چگونگی ارتباط اجزای سازنده شناخت است. برخی از زیر شاخه‌های اختصاصی زبان‌شناسی شناختی، معناشناسی واژگانی، رویکرد شناختی به دستور زبان و استعاره‌های شناختی هستند.

### فلسفه ذهن
فلسفه ذهن شاخه‌ای از فلسفه است که زیرمجموعهٔ فلسفه تحلیلی قرار دارد و به مطالعه ماهیت ذهن، فعالیت‌های ذهن، خصوصیات ذهن، هشیاری و رابطه آن‌ها با بدن می‌پردازد. نقش فلسفه در علوم شناختی فراتر از نقشی است که فلسفه در علوم دیگر دارد. فلسفه، در حوزه‌های مختلف معرفت بشری با پرسش سوالات اساسی و تهیه پاسخ آن‌ها علوم مختلف را پایه‌ریزی می‌کند به‌طوری‌که پس از شکل‌گیری دانشی که قادر به پاسخگویی به آن سؤالات باشد، یک قدم از آن حوزه عقب می‌نشیند. اما فلسفه ذهن در علوم شناختی نقشی فراتر از پایه‌ریزی این علم از طریق پرسشهای اساسی دارد. بسیاری از رویکردهای بنیادی که اکنون در علوم شناختی نقش محوری دارند محصول نظریه‌پردازی منطق دانان و فلاسفه است. البته، فلاسفه ذهن نیز به نوبه خود از پیشرفت علوم شناختی برای پیشبرد نظریه‌های خود و ابداع نظریه‌های جدید بهره‌برداری می‌کنند. بدین ترتیب فلسفه ذهن نه تنها در پایه‌ریزی علوم شناختی نقش به سزایی داشته‌است، بلکه به‌عنوان یک جزء اصلی تشکیل دهنده علوم شناختی، با سایر علوم تشکیل دهنده این حوزه رابطه ای متقابل و پویا دارد.

## حوزه‌های کاربردی علوم شناختی
بی تردید از آنجا که حیات انسان و جامعه وابسته به کارکردهای مغزی اوست، شناخت ما از مغز و ذهن می‌تواند تأثیر به سزایی بر همه ابعاد حیات انسان داشته باشد. در این میان هوش مصنوعی و ساخت رایانه‌هایی که بتواند وظایف انسان را انجام دهند، پزشکی و جبران آسیبهای مغزی و شناختی، آموزش و پرورش، سلامت روانی و اجتماعی، سیاست و افکار عمومی، امنیت و دفاع، اقتصاد و بهزیستی، مهندسی و رابطه انسان و فناوری از اهمیت بیشتری برخوردارند. همه این حوزه‌ها با علوم شناختی رابطه‌ای تنگاتنگ دارند و به همین دلیل رشته‌هایی چون هوش مصنوعی، آموزش و پرورش شناختی، روان درمانی شناختی، شناخت اجتماعی و روان‌شناسی سیاسی، روان‌شناسی تحلیل اطلاعات و رسانه‌های گروهی، علوم دفاعی شناختی، اقتصاد شناختی، مهندسی شناختی و غیره پدید آمده‌اند. در زیر به برخی از این حوزه‌های کاربردی مختصراً اشاره می‌شود:

### مداخله تشخیصی و درمانی
با استفاده از یافته‌های علوم شناختی می‌توان زمینه‌های بالقوه اختلالاتی مانند خوانش‌پریشی و درخودماندگی را در کودکان از طریق تصویر برداری عصبی پیش‌بینی کرد و با انجام مداخله به موقع عصب‌شناختی و تصویر برداری مجدد از آن، از ترمیم آن مطمئن گشت. این‌گونه مداخلات عصب‌شناختی راه را برای معالجه بسیاری از کاستی‌های عصبی باز می‌کند و فصل جدیدی را در علوم‌اعصاب پدید خواهد آورد.
از جمله این مداخلات دستکاری ژنتیک و کاشت سلولی است. اینک به منظور توان افزایی و رفع اختلال‌ها و زوال عصبی، دانشمندان در حال تجربه دستکاری ژنتیکی سلول‌های عصبی، کاشت آن و سلول‌درمانی یا پیوند عصبی هستند. یکی از دانشمندان علوم‌اعصاب به نام مارتا فرح می‌گوید: «بیست سال پیش معقول به نظر نمی‌رسید که دانشمندان علوم‌اعصاب دربارهٔ نمایه‌های مغزی مربوط به راستی در برابر دروغ، حافظه قابل ارزیابی در برابر حافظه کاذب، احتمال ارتکاب جنایات خشونت بار در آینده، سبک‌های استدلال اخلاقی، نیت همکاری و حتی محتوای خاص آگاهی، حتی پیشنهادهایی داشته باشند. امروز نیز معلوم نیست برای بیست یا پنجاه سال بعد چه خواهیم داشت».
آنچه قطعی است شروع مداخله عصبی در مورد حیوانات است که تا به حال نتایج چشم‌گیری داشته‌است. برای مثال، محققان مؤسسه مطالعات زیست‌شناختی سالک و دانشگاه کالیفرنیا در سن دیگو موفق شده‌اند از دست دادن حافظه را در موش‌ها با جلوگیری از تولید نوعی پروتئین که در ایجاد پلاک‌های مغزی مؤثر است، کنترل کنند. در ایران نیز تحقیق دربارهٔ کشت و کاشت سلول‌های عصبی و ترمیم سلول‌های تخریب شده از طریق سلول‌درمانی در سطح آزمایشگاهی آغاز شده‌است.

### هوش مصنوعی
هوش مصنوعی دانش ساخت رایانه‌هایی است که بتواند کارهایی را انجام دهد که انجام آن توسط انسان نیاز به هوشمندی و شعور دارد. تحقیقات انجام شده در هوش مصنوعی عمدتاً متمرکز بر یادگیری، حل مسئله، ادراک و پردازش زبان بوده‌است.
با پیشرفت‌هایی که در زمینهٔ هوش مصنوعی و تولید سامانه‌های هوشمند به دست آمده‌است می‌توان بین شناخت طبیعی و شناخت مصنوعی پیوند بر قرار کرد. وسایل ارتباطی و واسطهایی که امروز برای جبران کاستی‌های شناختی تجربه می‌شود این امید را زنده ساخته‌است که بتوان در آینده بخشی از این کاستی‌ها را ترمیم کرد. از جمله استفاده از رایانه‌هایی است که معلولان می‌توانند با امواج مغزی خود آن را اداره کنند و مثلاً مطالب خود را بدون استفاده از انگشتان خویش بر روی آن تایپ کنند، یا رایانه‌هایی که امواج مغزی فرد معلول را به کلام تبدیل می‌نماید (مانند دستگاهی که استیون هاوکینگ برای صحبت، استفاده می‌کرد). تولید دست و پای مصنوعی نیز دست‌آورد دیگر دانشمندان علوم شناختی است که با اتصال به سلسله اعصاب فرد می‌تواند فقدان عضو او را جبران کند.
برخی از دانشمندان علوم شناختی پیش‌بینی می‌کنند که با کمک دانشمندان هوش مصنوعی بتوانند رایانه‌هایی بسازند که ایده‌ها را درک کند و به پردازش معنایی بپردازد، رایانه‌هایی که هوش‌های چندگانه را تشخیص دهند و به رفع ضعف فرد در یک هوش خاص کمک کنند، رایانه‌هایی که بتوانند به معنای واقعی کلمه با انسان مکالمه کنند و درک متقابل داشته باشند. هوارد گاردنر مجموعه این مداخلات را مداخلات نرم‌افزاری و سخت‌افزاری می‌نامد.
با این‌گونه مداخلات نرم‌افزاری و سخت‌افزاری می‌توان آینده جالبی را تصور کرد. تصور کنید دنیای آینده چگونه خواهد بود اگر انسان بتواند با دخالت در مغز از طریق کشت و پیوند سلول‌های عصبی، از طریق دستکاری‌های ژنتیک، و از طریق جلوگیری از تولید پروتئین‌هایی که کار مغز را مختل می‌کند، مغز انسان را کارآمدتر سازد. بتواند با روش‌های درمانی و ترمیمی عصب‌شناختی کاستی‌های مغز را جبران کند، بتواند با روش‌های شناختی یا نرم‌افزاری استفاده بهتر از مغز را تضمین نماید و بالاخره بتواند با استفاده از سامانه‌های مصنوعی کارکردهای مغز را تقویت کند.
در زیر به برخی از کاربردهای هوش مصنوعی اشاره می‌شود.
شناخت الگو یا ادراک حسی مانند بازشناسی بصری حروف الفبا، بازشناسی گفتار، بازشناسی صدا، بازشناسی چهره.
واسط مغز و رایانه BCI که ممکن است از طریق آن به صورت یک سویه یا دو سویه بین رایانه و مغز اطلاعات مبادله گردد.
مطالعات BCI بیشتر بر روی ابزارهای کاشته شده در مغز حیواناتی انجام شده‌است که دچار نقص حرکتی، بینایی یا شنوایی بوده‌اند، ولی در سال‌های اخیر در مورد انسان‌هایی که دچار نقص بینایی، شنوایی یا حرکتی شده‌اند نیز کاشت ابزار صورت گرفته‌است. طراحی این ابزارها بر اساس مطالعات علوم‌اعصاب شناختی صورت می‌گیرد. بر این اساس، مغز با ابزاری که بتواند از نظر دریافت و ارسال سیگنال‌ها به آن کمک کند سازگار می‌شود و بدین ترتیب، اندام‌های مصنوعی از طریق ابزارهای رایانه‌ای به نحوی کنترل می‌شوند که گویی توسط مغز کنترل شده باشند. هدف نهایی BCI آن است که مغز به رایانه وصل شود، به گونه‌ای که قابلیت‌های بیشتری از آن به‌دست‌آورد.

### تقویت شناختی و بازتوانی شناختی
تقویت شناختی به معنای ارتقاء توانمندیهای مغز در زمینه کارکردهای شناختی از جمله ادراک، توجه، هشیاری، حافظه، تصمیم‌گیری، تجزیه و تحلیل، استدلال، تعادل خلقی و غیره می‌باشد. تلاش محققین علوم شناختی و علوم‌اعصاب شناختی اصالتاً متمرکز بر شناخت هرچه بیشتر کارکردهای مغزی است، ولی در عین حال یافته‌های آن‌ها در دسترس شاخه‌های دیگر علوم از جمله داروسازی، برای تولید داروهای تقویت‌کننده توانمندی‌های یادشده قرار می‌گیرد. رشته‌های دیگر از جمله علوم رایانه، مهندسی پزشکی، سلولهای بنیادی، الکترونیک، بیومکانیک، فناوری نانو و عصب شناختی رایانه‌ای همگی در صدد تولید مواد دارویی، وسایل و روشهایی هستند که بتواند، توانمندیهای شناختی انسان را افزایش دهد.
همچنین رشته عصب روان‌شناسی (نوروسایکولوژی) بالینی با تکیه بر یافته‌های علوم شناختی به ارایه روش‌ها، تمرین‌ها و بازی‌هایی برای تقویت توانایی‌های شناختی افراد سالم یا آسیب دیده می‌پردازد که در ایران با نام توانبخشی شناختی، از آن یاد می‌شود.

### تشخیص
عملکرد حوزه تشخیص در هوش مصنوعی ایجاد الگوریتمها و تکنیکهایی است که بتواند تشخیص دهد آیا رفتار یک سیستم خاص بهنجار است یا خیر. اگر سیستم به درستی کار نکند الگوریتم مذکور باید قادر به تشخیص محل دقیق اختلال و نوع اختلال باشد.
در این حوزه می‌توان از سیستمهای خبره نام برد. این سیستم‌ها برنامه‌هایی است که از دانش و مهارتهای تحلیلی یک یا چند انسان صاحب تخصص در یک حوزه خاص برخوردار می‌باشد و از اطلاعات فوق برای حل مشکلات به‌وجود آمده‌استفاده می‌کند. به‌عنوان مثال می‌توان از سیستم‌های خبره که در تشخیص و درمان پزشکی به‌کار می‌رود یاد کرد.

### ربات‌ها
ربات یک عامل مصنوعی الکترومکانیکی است که ظاهر و حرکاتش، هدف و مقصود معینی را دنبال می‌کند. ربات‌ها را می‌توان براساس عملکردشان به دو گروه صنعتی و خانگی تقسیم کرد.

### بازی‌های رایانه‌ای
در بازی‌های رایانه‌ای، بازیگرها طوری طراحی می‌شوند که هوشمند به نظر می‌آیند. نمونه برجسته استفاده از این فناوری را می‌توان در شطرنج باز Deep Blue، ساخته IBM مشاهده کرد که توانست گری کاسپاروف قهرمان شطرنج جهان را در سال ۱۹۹۶ شکست دهد.

### آموزش و پرورش شناختی
یافته‌های علوم شناختی تأثیرات عمیقی را در سال‌های اخیر بر آموزش و پرورش بر جای گذاشته‌است به‌طوری‌که امید آن می‌رود که اثر بخشی این نهاد کهن روز به روز ارتقاء یابد. اینک کشورهای پیشرفته پروژه‌های سنگینی را در زمینهٔ کاربرد علوم شناختی در آموزش و پرورش در دست اجرا دارند و با تأسیس مدارس شناختی در حال تجربه این رویکرد در آموزش و پرورش هستند. برای مثال سازمان همکاری اقتصادی و توسعه(OECD) در سال ۱۹۹۹ پروژه‌ای مطالعاتی را آغاز کرد که «علوم یادگیری و تحقیقات مغز» نام گرفت. این سازمان طی نشستهایی در آمریکا، کانادا و ژاپن با همفکری جمعی از دانشمندان برجسته از سایر کشورها به بررسی این موضوع پرداخت و سرانجام در سال ۲۰۰۲ گزارشی را تحت عنوان «شناخت مغز: به سوی علم جدید یادگیری» منتشر ساخت.
همچنین کشورهای اروپایی در صدد برآمده‌اند نظام آموزشی خود را بر اساس یافته‌های جدید علمی بازسازی کنند و گزینه‌های مختلفی را به عنوان گزینه‌های جایگزین مطرح سازند که موجب دگرگونی بنیانی نظام آموزش و پرورش خواهد گردید. یکی از این گزینه‌ها تکیه بیشتر بر آموزش انفرادی به جای آموزش جمعی با استفاده از محیطهای مجازی است.
بدین منظور سازمان همکاری اقتصادی و توسعه از سال ۱۹۹۷ پروژه‌ای را در دست مطالعه دارد تا آینده مدارس را طی ۲۵–۱۵ سال بعد طراحی نماید. آن‌ها شش گزینه را مورد توجه قرار داده‌اند که در تحلیل سیاست آموزشی سال 2001 OECD، تحت عنوان "مدارس ما چه آینده‌ای خواهند داشت؟" منتشر شده‌است. در سال ۲۰۰۳ نیز مجمع OECD تحت عنوان "مدرسه داری برای فرداً به بررسی این شش گزینه پرداخته‌است.

### روان‌درمانی شناختی
رشته روان درمانی شناختی به عنوان رویکردی جدید در روان‌شناسی بالینی و روان‌پزشکی توانسته‌است توفیقات قابل توجهی را در درمان اختلالات رفتاری و روانی به ارمغان آورد. از جمله توفیقات روان درمانی شناختی، معالجه معتادین به مواد مخدر است، به‌طوری‌که مؤثر بودن این رویکرد به خوبی به اثبات رسیده‌است. در سایر زمینه‌های اختلالات روانی نیز امروزه رویکرد شناختی چه به تنهایی و چه در تلفیق با فنون رفتار درمانی یکی از شیوه‌های مؤثر روان درمانی تلقی می‌شود به‌طوری‌که نشان داده شده‌است اثر این نوع معالجات ماندگارتر بوده، احتمال بازگشت مجدد بیماری کاهش می‌یابد.

### شناخت اجتماعی و روان‌شناسی سیاسی
علوم شناختی به تحلیل و درک رویدادهای اجتماعی و رفتارهای سیاسی نیز کمک شایان توجهی می‌کند. نحوه شکل‌گیری گروه‌های اجتماعی و نقش شناخت در آن، درگیریهای قومی، نژادی و مذهبی، نقش رهبران اجتماعی- سیاسی و شخصیت آن‌ها در رفتارهای سیاسی- اجتماعی، نقش شناخت، هویت اجتماعی، هیجان و نگرش در رفتارهای اجتماعی و سیاسی، افراط گرایی و مناقشات بین‌المللی همگی از موضوعات مورد علاقه روان‌شناسی سیاسی و جامعه‌شناسی شناختی است.

### روان‌شناسی تحلیل اطلاعات و رسانه‌های گروهی
یکی از حوزه‌های کاربردی متأثر از یافته‌های علوم شناختی، روان‌شناسی تحلیل اطلاعات و رسانه‌های گروهی است. روان‌شناسی شناختی در درک خطاهای شناختی که منجر به تصمیمات نادرست می‌گردد و نیز طراحی بهترین شیوه اثرگذاری بر افکار عمومی به این حوزه کمکهای مهمی می‌رساند. دستگاه‌های اطلاعاتی یکی از کاربران یافته‌های علوم شناختی برای تحلیل اطلاعات هستند. رسانه‌های گروهی نیز برای جذب افکار عمومی و اثرگذاری بر آن از اصول روان‌شناسی شناختی بهره می‌برند. زبان‌شناسی شناختی نیز در استفاده از استعاره‌های مناسب به این حوزه کمک ارزشمندی انجام می‌دهد.

### روان‌شناسی تغییر ذهن
یکی از زمینه‌های جذاب در روابط فردی و جمعی مقوله تغییر ذهن است. چگونه ما می‌توانیم در روابط شخصی و اجتماعی خود بر دیگران تأثیر بگذاریم و اساساً تحول ذهنی و فکری چگونه پدید می‌آید. این موضوع که نظر دانشمندان علوم شناختی را به خود جلب کرده، به طراحی راهکارهایی برای تغییر ذهن خود و دیگران انجامیده‌است. روان‌شناسی شناختی و زبان‌شناسی شناختی نیز به این حوزه کمک شایان توجهی می‌کنند.

### علوم دفاع شناختی
یافته‌های علوم شناختی در قلمروی دفاعی و امور امنیتی نیز میدان فعالیت وسیعی کسب کرده‌است، به‌طوری‌که نیروهای مسلح کشورهای پیشرفته در کنار توسل به قدرت سخت از کاربرد قدرت نرم غافل نمانده و با استفاده از یافته‌های علوم شناختی در جستجوی راهکارهای عملی برای اثرگذاری بر فکر و ذهن فرماندهان و نیروهای مسلح رقیب و انحراف افکار آنها هستند. همچنین کاربرد دقیق سلاح، پرهیز از خطاهای شناختی و نیز استفاده از دستورالعمل‌های شناختی به منظور بالا بردن ضریب دقت و صحت تصمیمات نظامی، به ویژه در هنگام فوریت‌ها از زمینه‌هایی است که علوم شناختی می‌تواند کمک قابل توجهی به علوم دفاعی انجام دهد.

### اقتصاد شناختی
یکی از مسایل مهم در اقتصاد و بازرگانی مقوله تصمیم‌گیری و داوری است. تصمیم‌گیری و عوامل مؤثر در آن موضوع مورد علاقه علوم شناختی به ویژه روان‌شناسی شناختی و زبان‌شناسی شناختی نیز می‌باشد. اقتصاد شناختی در کنار نظریه‌های دیگر تصمیم‌گیری همچون انتخاب عقلانی موسع یا محدود، نظریه بازیها، نظریه پویایی سیستم‌ها می‌تواند به درک فرایند تصمیم‌گیری در اقتصاد و بازرگانی کمک کند.

### مهندسی شناختی
رابطه انسان و فناوری، به ویژه ماشین، موضوعی است که در مهندسی شناختی مورد مطالعه قرار می‌گیرد. در این زمینه راه‌های بهبود فناوریها و ماشین آلات به نحوی که کاربرد آن‌ها برای انسان مطلوب تر باشد و نیز بررسی خطاها و اشتباهاتی که در هنگام استفاده از آن، به ویژه در مراکز حساسی چون نیروگاه‌ها، برجهای فرودگاه و تأسیسات هسته‌ای ممکن است رخ دهد، از موضوعاتی است که مورد علاقه مهندسی شناختی است.

### علوم شناختی و رسانه
به عقیده کارشناسان، علوم شناختی از یک‌سو به رسانه‌ها می‌آموزد چگونه مشاهده و گزارش کنند و از سوی دیگر به مخاطبان می‌آموزد که چگونه گزارش‌های رسانه‌ها را درک کنند، بنابراین استفاده از نتایج مطالعات علوم شناختی و رسانه برای رسانه‌ها ضرورت دارد. رسانه یکی از گرایش‌های علوم شناختی است که به مطالعه نحوه کاربست یافته‌های علوم شناختی در رسانه و تولیدات آن می‌پردازد.
علوم شناختی مسیر ارتباط با مخاطب را برای هر رسانه روشن می‌کند بنابراین هر رسانه‌ای (آگاهانه یا نا آگاهانه) از علوم شناختی بهره بیشتری ببرد می‌تواند در جذب و اثرگذاری بر مخاطب موفقیت بیشتری کسب کند. البته این ارتباط بین علوم شناختی و رسانه متقابل است به طوریکه رسانه هم می‌تواند در موفقیت علوم شناختی اثرگذاری جدی داشته باشد و این اثرگذاری هم از طریق اثرگذاری بر پژوهش‌های علوم شناختی است.

## واژهٔ «علوم شناختی» در زبان فارسی
واژهٔ «علوم شناختی»، واژهٔ برنهادهٔ «فرهنگستان زبان و ادب فارسی ایران» است که به جای «Cognitive Science» به کارگرفته می‌شود. این واژه از دو بخش «علوم» و «شناختی» ساخته شده‌است.
«علوم» را فرهنگستان زبان و ادب فارسی ایران به جای واژهٔ «Science» در زبان‌های انگلیسی و فرانسوی برنهاده است. با توجه به این که فرهنگستان زبان و ادب فارسی ایران واژهٔ «دانش» را به جای واژهٔ «Knowledge» به کار می‌گیرد، نباید واژه‌های تخصصی «علم» و «دانش» با یکدیگر اشتباه گرفته شوند. همچنین توجه به این موضوع لازم است که واژهٔ «Science» در زبان‌های انگلیسی و فرانسوی معنی جمع دارند و به همین دلیل در زبان فارسی با «علوم» (و نه «علم») معادل گرفته شده‌اند.
«شناختی» واژهٔ برنهادهٔ فرهنگستان به جای واژهٔ «Cognitive» است. در واقع فرهنگستان به جای «Cognition»، «شناخت» را برنهاده است و به دنبال آن «شناختی» برای صفت ساخته شده از آن به کار می‌رود. بسیار مهم است که «علوم شناختی» با «شناخت‌شناسی» که معادل «Epistemology» است، اشتباه گرفته نشود. یکی از اشتباه‌هایی که ممکن است با توجه به به‌کارگیری واژهٔ «شناخت» در معادل‌های «Cognitive Science» و «Epistemology» پیش آید، اشتباه گرفتن حوزه‌های این دو علم است که البته پیشینهٔ ذهنی فارسی‌زبانان از واژهٔ «شناخت» به این اشتباه دامن می‌زد.

## علوم شناختی در ایران
تحصیل در رشته‌های علوم شناختی از طریق آزمون تحصیلات تکمیلی سازمان سنجش امکان‌پذیر است؛ و در سال تحصیلی ۹۲–۹۳ دانشگاه‌های فردوسی مشهد، شهید مدنی آذربایجان تبریز و پژوهشکده غیرانتفاعی علوم شناختی تهران پذیرای دانشجویان (با توجه به دفترچه انتخاب رشته) مقطع کارشناسی ارشد این رشته بودند. تعداد دانشگاه‌ها و مراکزی که به تربیت دانشجو در رشته‌های مختلف زیر شاخه مجموعه علوم شناختی می‌پردازند رو به افزایش است و در این میان می‌توان به اسامی زیر که موفق به دریافت مجوز برگزاری رشته‌های مزبور که در دفترچه کنکور تحصیلات تکمیلی ذیل گروه علوم پایه و تحت عنوان مجموعه علوم شناختی معرفی می‌شوند، شده‌اند اشاره کرد:
- پژوهشکده علوم شناختی پژوهشگاه دانشهای بنیادین دانشگاه صنعتی شریف (I.P.M)
- دانشکده هنر و رسانه (دانشگاه جامع امام حسین (ع))
- دانشگاه تبریز
- دانشگاه تربیت مدرس (کارشناسی ارشد روان‌شناسی شناختی و دکتری علوم اعصاب شناختی و زبان‌شناسی شناختی)
- دانشگاه تهران (کارشناسی ارشد روان‌شناسی شناختی و توانبخشی شناختی و دکتری روان‌شناسی شناختی)
- دانشگاه اصفهان
- دانشگاه شهید چمران اهواز (گرایش ذهن، مغز، تربیت)
- مؤسسه آموزش عالی علوم شناختی (پژوهشکده غیرانتفاعی علوم شناختی سابق)
- پژوهشکده علوم شناختی دانشگاه شهید بهشتی
- دانشکده روان‌شناسی و علوم تربیتی دانشگاه شهید مدنی آذربایجان تبریز
- دانشکده روان‌شناسی و علوم تربیتی دانشگاه فردوسی مشهد
- دانشکده روان‌شناسی و علوم تربیتی دانشگاه سمنان
- دانشکده روان‌شناسی و علوم تربیتی دانشگاه کردستان